# Martin Landau
Martin Landau (Nova York, 20 de junho de 1928 - Los Angeles, 15 de julho de 2017) foi um ator americano.

## Carreira
Com 17 anos foi contratado pelo New York Daily News como cartunista e ilustrador. Durante cinco anos ilustrou "Pitching Horseshoes" de Billy Rose. Também trabalhou como assistente de Gus Edson nas tira de jornal "The Gumps". Mas a sua maior ambição era ser actor e, em 1951 debutou em "Detective Story" em Peaks Island Playhouse, em Peaks Island, Maine.
Na Broadway apareceu em "First Love". Dos dois mil candidatos a integrar o Actors Studio só entraram ele e Steve McQueen. Este último conheceu Landau enquanto este fora mecânico na garagem onde James Dean levava a sua moto. Foi também a primeira escolha de Gene Roddenberry para fazer de Mr. Spock em "O Caminho das Estrelas". Por três temporadas, foi o mestre em disfarces Rollin Hand na série "Missão Impossível".
Trabalhou continuamente até 1972. Voou até Inglaterra com a sua mulher, à procura de trabalho e começou a filmar "Space 1999" (1975) em que fazia de comandante John Koenig. A sua carreira resumiu-se depois a pequenos papéis mas em 1988 "renasceu" em "Tucker - The Man and His Dream". O seu último trabalho foi como ator convidado na série "Without a Trace", que lhe valeu a sua quarta nomeação para um Emmy. Tem uma estrela no Passeio da Fama, em Hollywood. Ganhou o Oscar de Melhor Ator (coadjuvante/secundário) em Ed Wood, onde interpretava o também ator Bela Lugosi, famoso por filmes de Drácula em fase decadente.
Casou em 1957 com a actriz Barbara Bain, com quem tem duas filhas: Susan Landau e Juliet Landau, 30 de março de 1965. Estão divorciados desde 1993.
Participou de várias filmagens em The Twilight Zone.
Faleceu aos 89 anos no dia 15 de julho de 2017, vítima de complicações inesperadas após uma breve hospitalização.

## Filmografia
- 2008 - Cidade das Sombras (City of Ember)
- 2006 - Love made easy
- 2005 - An existential affair
- 2004 - Aryan couple, The
- 2004 - Space: 1999
- 2003 - The Commission
- 2003 - Divisão de homicídios (Hollywood Homicide)
- 2003 - Wake
- 2002 - Corsairs (TV)
- 2001 - Cine Majestic (The Majestic)
- 2001 - Haven (TV)
- 2000 - Shiner (Shiner)
- 2000 - Very mean men
- 2000 - Prontos para detonar (Ready to rumble)
- 1999 - Carlo's wake
- 1999 - A lenda do cavaleiro sem cabeça (Sleepy Hollow)
- 1999 - As aventuras de Pinóquio 2 (The New adventures of Pinnochio)
- 1999 - Bonano - A saga final (Bonano: A godfather's story) (televisão)
- 1999 - Joyriders, The
- 1999 - EdTV (EdTV)
- 1998 - Cartas na mesa (Rounders)
- 1998 - Arquivo X - O filme (The X Files)
- 1997 - Merry Christmas, George Bailey (TV)
- 1997 - A lenda do lobo selvagem (Legend of the spirit dog) (voz)
- 1997 - Ricas e gloriosas (B*A*P*S)
- 1996 - Socorro! Tem um louco no elevador (The Elevator)
- 1996 - As aventuras de Pinóquio (The Adventures of Pinnochio)
- 1996 - City Hall - Conspiração no alto escalão (City Hall)
- 1995 - Bíblia Sagrada - José (Joseph) (televisão)
- 1994 - O retrato de uma paixão (The Color of evening)
- 1994 - Tempo é dinheiro (Time is money)
- 1994 - Ed Wood (Ed Wood)
- 1994 - Intersection - Uma escolha, uma renúncia (Intersection)
- 1993 - Cidade violenta (Eye of the stranger)
- 1993 - Meia-noite e um (12:01) (televisão)
- 1993 - Invasão de privacidade (Sliver)
- 1993 - Sem refúgio (No place to hide)
- 1992 - A amante (Mistress)
- 1992 - Legado de mentiras (Legacy of lies) (televisão)
- 1992 - Fatal love (Something to live for: The Alison Gertz story) (televisão)
- 1991 - O mundo em perigo (Firehead)
- 1990 - Confronto real (Real Bulletts)
- 1990 - Operação nuclear (By dawn's early light) (televisão)
- 1990 - Max e Helen - Uma longa procura (Max and Helen) (televisão)
- 1989 - Neon - O império da máfia (The Neon empire) (televisão)
- 1989 - As cores da obsessão (Paint is black)
- 1989 - Crimes e pecados (Crimes and Misdemeanors)
- 1988 - Tucker - Um homem e seu sonho(Tucker: A man and his dream)
- 1987 - Cyclone - A máquina fantástica (Cyclone)
- 1987 - Febre de vencer (Delta fever)
- 1987 - Empire State
- 1987 - Run if you can
- 1987 - Resgate arriscado (Sweet revenge)
- 1987 - W. A.R.: Women against rape
- 1987 - Return of the six-million-dollar man and the bionic woman, The (TV)
- 1986 - Kung Fu - O filme (Kung Fu: The movie) (televisão)
- 1985 - Treasure island
- 1984 - Access code
- 1983 - Trial by terror
- 1983 - A noite do medo (The Being)
- 1982 - Noite de pânico (Alone in the dark)
- 1982 - A maldição da casa do diabo (The Fall of the house of Usher) (televisão)
- 1981 - The Harlem Globetrotters on Gilligan's island (TV)
- 1980 - O retorno (The Return)
- 1980 - Sem aviso (Without Warning)
- 1979 - The Last word
- 1979 - The Death of ocean view park (TV)
- 1979 - Meteoro (Meteor)
- 1977 - Aliens from spaceship Earth
- 1976 - Ataque alienígena (Alien attack) (televisão)
- 1976 - A princesa cósmica (Cosmic princess) (televisão)
- 1976 - Destination moonbase alpha (TV)
- 1976 - Journey through the black sun (TV)
- 1976 - Una magnum special per Tony Saitta
- 1973 - Savage (TV)
- 1973 - Columbo: Double shock (TV)
- 1972 - Black gunn
- 1972 - Welcome home, Johnny Bristol (TV)
- 1971 - Uma cidade chamada inferno (A town called hell)
- 1970 - Rosolino Paternò: Soldato
- 1970 - Noite sem fim (They Call Me MISTER Tibbs!)
- 1968 - Mission Impossible versus the mob
- 1966 - Nevada Smith (Nevada Smith)
- 1965 - Nas trilhas da aventura (The Hallelujah Trail)
- 1965 - A maior história de todos os tempos (The Greatest story ever told)
- 1964 - Ghost of Sierra de Cobra, The (TV)
- 1963 - Decision at midnight
- 1963 - Cleópatra (Cleopatra)
- 1962 - Stagecoach to dancer's rock
- 1959 - Sem talento para matar (The Gazebo)
- 1959 - Intriga internacional (North by Northwest)
- 1959 - Os bravos morrem de pé (Pork Chop Hill)
- 1959 - The Twilight Zone.

## Prêmios e nomeações
- Recebeu 3 indicações ao Oscar de Melhor Ator (coadjuvante/secundário), por "Tucker - Um Homem e seu Sonho" (1988), "Crimes e Pecados" (1989) e "Ed Wood" (1994). Venceu em 1994.
- Ganhou 2 Globos de Ouro de Melhor Ator (coadjuvante/secundário), por "Tucker - Um Homem e seu Sonho" (1988) e "Ed Wood" (1994).
- Ganhou um Globo de Ouro de Melhor Ator - TV em 1968, por sua participação na série "Missão Impossível".
- Recebeu uma indicação ao BAFTA de Melhor Ator (coadjuvante/secundário), por "Ed Wood" (1994).